# Tarerach
Tarerach là một xã trong tỉnh Pyrénées-Orientales, vùng Occitanie phía nam nước Pháp. Xã Tarerach nằm ở khu vực có độ cao trung bình 360 mét trên mực nước biển.